# 歐托內·奧賽歐羅
歐托內·奧賽歐羅（義大利語：Ottone Orseolo，992年—1032年），義大利政治家，於西元1008年至1026年間擔任威尼斯總督。
歐托內於1008年成為威尼斯總督，時年16歲，是歷代總督中最年輕就任者，翌年他與匈牙利大公之女葛麗梅妲聯姻。他在任內大用親戚擔任要職，引發威尼斯人的不滿，最終威尼斯人罷免了歐托內並將他驅逐到君士坦丁堡。其子彼得後來即位成為匈牙利國王，即是彼得一世。
。